# Рукописний шрифт
Рукописний шрифт (скрипт; англ. handwritten script) — шрифт, виконаний від руки. Іноді їх ще називають каліграфічними шрифтами. Сьогодні ці шрифти здебільшого використовуються в декоративному контексті або в якості заголовкових, адже в більшості випадків сприймати значний обсяг текстів в такому нарисі некомфортно. Нині рукописні шрифти часто використовують у своїх роботах UI/UX-дизайнери. Рукописні шрифти застосовуються для імітації рукопису та пропису, акциденції та для набору навчальної літератури. Часто рукописні шрифти поділяють на формальні та казуальні.

## Характеристики
Усі рукописні шрифти мають одну загальну ознаку: вони здаються написаними від руки, а не відлитими, висіченими або зображеними механічним способом.
Відрізняються за стилем і характеристиками і бувають формальними та неформальними, вертикальними та похилими; у них високий контраст ширини штрихів, а літери незграбні, з довгими верхніми і нижніми виносними елементами; вони з'єднуються один з одним штрихом або стоять окремо.
Рукописні шрифти виконують переважно декоративні функції, оскільки майже жоден з них не підходить для набору текстовим кеглем або суцільним текстом. Найчастіше вони використовуються для заголовків чи акциденцій.
У 2014 році в Україні створили шрифт, ідентичний почерку Тараса Шевченка. У київському Національному музеї Тараса Шевченка презентували комп'ютерний шрифт Kobzar KS, що повністю відтворює почерк поета.

## Формальний скрипт
Формальними називають рукописні шрифти, засновані на формі літер, характерних для каліграфів XVII та XVIII століть, таких як Джордж Бікхем, Джордж Шеллі та Джордж Снелл.
Нарис цих шрифтів нагадує письмо пером. Одним із перших шрифтів такого типу є Union Pearl, також до нього відносяться Kuenstler Script, Palace Script, Propisi.

## Казуальний скрипт
Шрифти казуального типу мають більш вільний нарис. Певною мірою, можна сказати, що вони мають настільки ж довільну і норовливу форму, як і звичайний людський почерк. Їх використання більш широко, і найбільшу популярність ця група накреслень придбала з середини XX століття. В першу чергу призначені ці рукописні шрифти для використання в поліграфічній рекламної продукції, імітації гравіювання, прикраси фотографій.
До представників даного сімейства шрифтів можна віднести:
- Brush Script
- Decor
- Kaufmann
- Art Script
- Corrida
- Freestyle
- Kaliakra
- Parsek
- Mistral